# Tatjana Fink
Tatjana Fink, slovenska gospodarstvenica, * 6. januar 1957, Dolenje Ponikve.
Leta 1980 je diplomirala na Ekonomski fakulteti v Ljubljani in 1991 opravila podiplomski študij menedžmenta v Centru Brdo (sedaj: IEDC, Poslovna šola Bled). Od 1980 je zaposlena v podjetju Trimo; sprva je bila direktorica prodajno-projektnega oddelka, nato komercialnega sektorja, od 1992 pa generalna direktorica podjetja Trimo d.d. Leta 1999 je bila razglašena za menedžerko leta, 2001 pa je prejela nagrado Gospodarske zbornice Slovenije. 